# NGC 5935
NGC 5935 (również PGC 55183) – galaktyka spiralna (S?), znajdująca się w gwiazdozbiorze Wolarza. Odkrył ją 12 czerwca 1880 roku Édouard Jean-Marie Stephan. Jest to galaktyka z aktywnym jądrem typu LINER.